# Waldalgesheim
Waldalgesheim – miejscowość i gmina w Niemczech, w kraju związkowym Nadrenia-Palatynat, w powiecie Mainz-Bingen, wchodzi w skład gminy związkowej Rhein-Nahe.
W miejscowości odnaleziono grób książęcy kultury lateńskiej wyposażony m.in. w rydwan bojowy. Od nazwy miejscowości bierze nazwę druga faza stylu lateńskiego.

## Współpraca
Miejscowość partnerska:
- Ratten, Austria